# Postplatyptilia alexisi
Postplatyptilia alexisi là một loài bướm đêm thuộc họ Pterophoridae. Nó được tìm thấy ở Chile.
Sải cánh dài 15–18 mm. Con trưởng thành bay vào tháng 12 và tháng 1.